# Aglaja Valentina Stirn

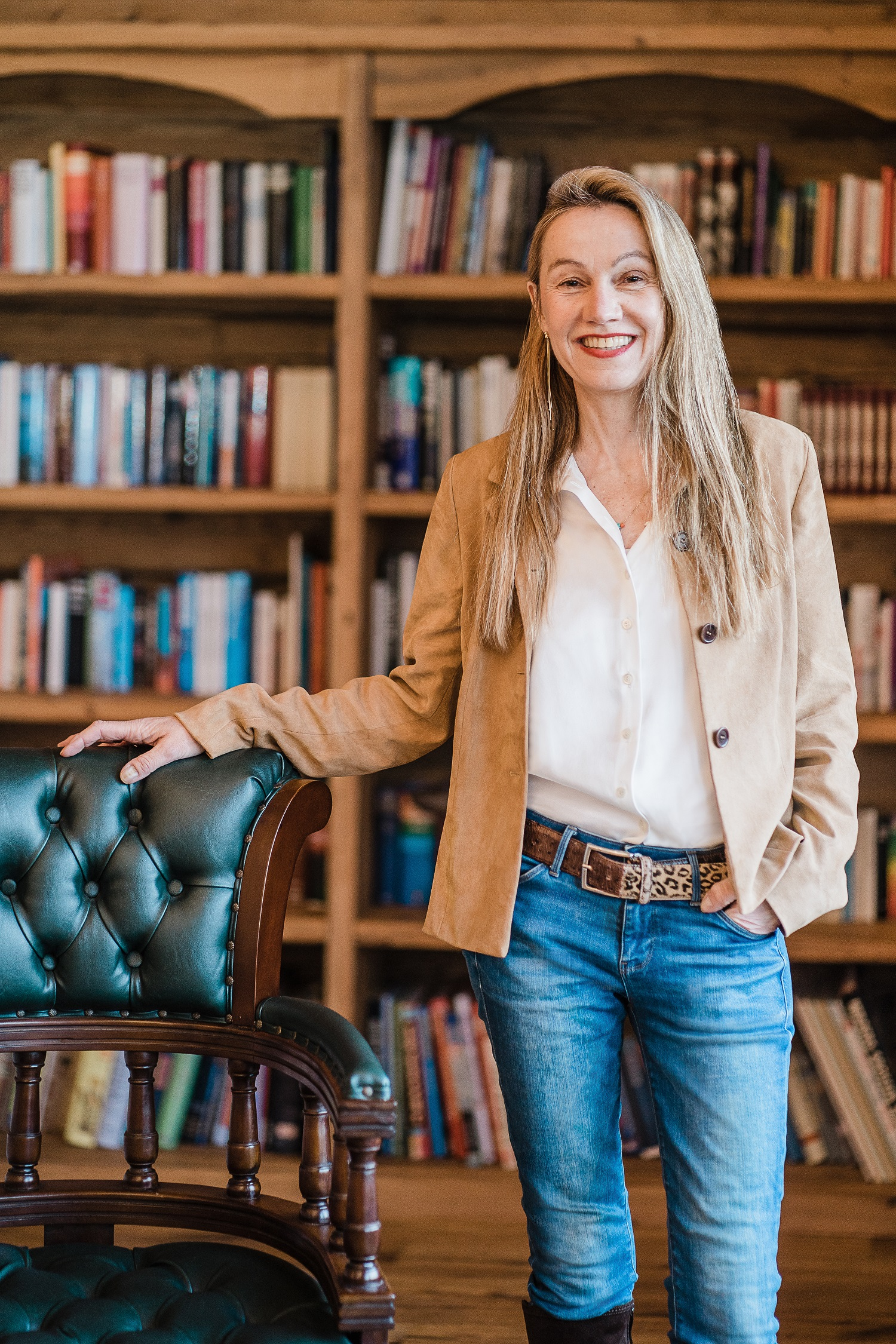
Aglaja Stirn (2022)

Aglaja Valentina Stirn (* 30. September 1962 in Wiesbaden) ist eine deutsche Fachärztin für Psychosomatische Medizin und Psychotherapie, Psychoanalytikerin, Lehranalytikerin, Gruppentherapeutin und Sexualmedizinerin. Sie ist Professorin für Psychosomatische Medizin und Sexualmedizin an der Universität Kiel.

## Werdegang
Stirn studierte Medizin an der Universität Mainz und Frankfurt und promovierte an der Universität Frankfurt. 2004 ging sie für ein Jahr ans Max-Planck-Institut für Hirnforschung unter der Leitung von Professor Wolf Singer und übernahm anschließend, in Nachfolge von Professor Overbeck, die Leitung der Klinik für psychosomatische Medizin und Psychotherapie. Sie habilitierte im Jahr 2006 mit dem Thema Psychosoziale und psychodynamische Hintergründe von Körpermodifikationen.
2010 wurde sie Chefärztin der Klinik für Psychosomatische Medizin und Psychotherapie im Asklepios Westklinikum Hamburg. 2012 wurde sie auf eine für zunächst zehn Jahre eingerichtete Stiftungsprofessur für Psychosomatische Medizin und Sexualmedizin an die Christian-Albrechts-Universität zu Kiel berufen, die vom Asklepios Westklinikum finanziert wurde. 2016–2022 war sie Chefärztin für Psychosomatische Medizin an der Rehabilitationsklinik in Damp. Seit 2022 ist sie ärztliche stellvertretende Klinikleiterin der privaten Schlossklinik in Tremsbüttel.
Stirn war im Jahr 2023 als Sachverständige zum Entwurf des Gesetzes über die Selbstbestimmung in Bezug auf den Geschlechtseintrag geladen.

## Mitgliedschaften
Stirn ist Mitglied in der Deutschen Gesellschaft für Psychosomatische Medizin, der Sektion Körper und Sport in der Deutschen Gesellschaft für Soziologie, der Deutschen Gesellschaft für Sexualforschung (DGfS), dem Cornelia-Goethe-Centrum, dem Institut für Psychotherapie und Psychoanalyse Rhein-Eifel, dem Gruppenanalytischen Seminar (GRAS), dem D3G und dem Netzwerk Wissenschaftsfreiheit.

## Veröffentlichungen (Auswahl)
- Ada Borkenhagen, Aglaja Stirn, Elmar Brähler (Hrsg.): Body modification. Aufsatzsammlung. Medizinisch Wissenschaftliche Verlagsgesellschaft, Berlin 2014, ISBN 978-3-941468-88-7.
- A. Stirn, R. Stark, K. Tabbert, S. Werum, S. Oddo: Körper, Sexualität und Neurobiologie. Kohlhammerverlag, 2013
- A. Stirn, A. Thiel, S. Oddo: Body Integrity Identity Disorder (BIID): Störungsbild, Diagnostik, Therapieansätze. Beltz Verlag, Weinheim 2010.
- A. Stirn, A. Thiel, S. Oddo (Hrsg.): Body Integrity Identity Disorder: Psychological, Neurobiological, Ethical and Legal Aspects. Pabst Science Publisher, Lengerich 2009.
- A. Stirn, P. Van Ham: The Hidden World of the Naga – Living Traditions in Northeast India and Burma. Mit einem Vorwort von Prof. Alan Macfarlane, Director of the Department for Social Anthropology Cambridge University. Prestel Verlag, München/Berlin/London/New York 2003.
- A. Stirn, P. Van Ham: The Seven Sisters of India – Tribal Worlds between Tibet and Burma. Prestel Verlag, München/London/Berlin/New York und Mapin Publishing, Ahmedabad 2000.
- P. Van Ham, A. Stirn: Buddhas Bergwüste. Tibets geheimes Erbe im Himalaya. Mit einem Vorwort Seiner Eminenz, des Ehrenwerten Lochen Tulku. Akademische Druck- und Verlagsanstalt (ADEVA), Graz 1999.
- P. Van Ham, A. Stirn: The Forgotten Gods of Tibet. Early Buddhist Art in the Western Himalayas. Mit einem Vorwort des XIV. Dalai Lama und einer Einführung von Madanjeet Singh (UNESCO). Editions Mengès, Paris und Artbooks, London 1997. (Deutsche Ausgabe: Vergessene Götter Tibets. Belser Verlag, Stuttgart, und Verlag Neue Zürcher Zeitung (NZZ), Zürich; Französische Ausgabe: Les Dieux Oubliées du Tibet. Editions Mengès, Paris)
- A. Stirn: Ohnmacht, Annäherung, Abgrenzung: Eine sprachinhalts-analytische Untersuchung mit der Methode des Zentralen Beziehungskonfliktthemas nach Luborsky an drei essgestörten Patientinnen. Verlag für Akademische Schriften, Frankfurt 1996.